# Les Defenses del Marquès
Les Defenses del Marquès és una obra de Salt (Gironès) protegida com a bé cultural d'interès local.

## Descripció
Obra que demostra l'intent del Marquès de Camps de protegir les seves terres de les vingudes del riu. Carles de Camps i d'Olzinellas, segon marquès de Camps, era enginyer forestal i coneixia les tècniques hidràuliques de prevenció i defensa en front de les avingudes del riu. L'objectiu de la construcció d'aquesta obra era la defensa dels seus camps de conreu i les seves plantacions forestals.
Es tracta d'una obra hidràulica del segle XX formada per un conjunt de gabions de malla metàl·lica de doble torsió omplertes amb rierencs. Es troba al marge dret del riu Ter, a l'inici de les Deveses del Marquès i al límit de la terrassa fluvial.